# Нидоген

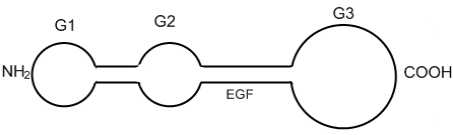
структура Нидогена

Нидоген (энтактин) (англ. Nidogen) — белок, входящий в состав базальной мембраны. Имеет палочковидную структуру и связывает между собой ламинины и коллаген IV типа в базальной мембране.
При различных опухолях желудочно-кишечного тракта промотор гена нидогена часто аберрантно метилирован, что вызывает его инактивацию и снижение экспрессии, что в свою очередь, может облегчать инвазию и метастазирование раковых клеток.